# Geistliche Gesänge (Reger)

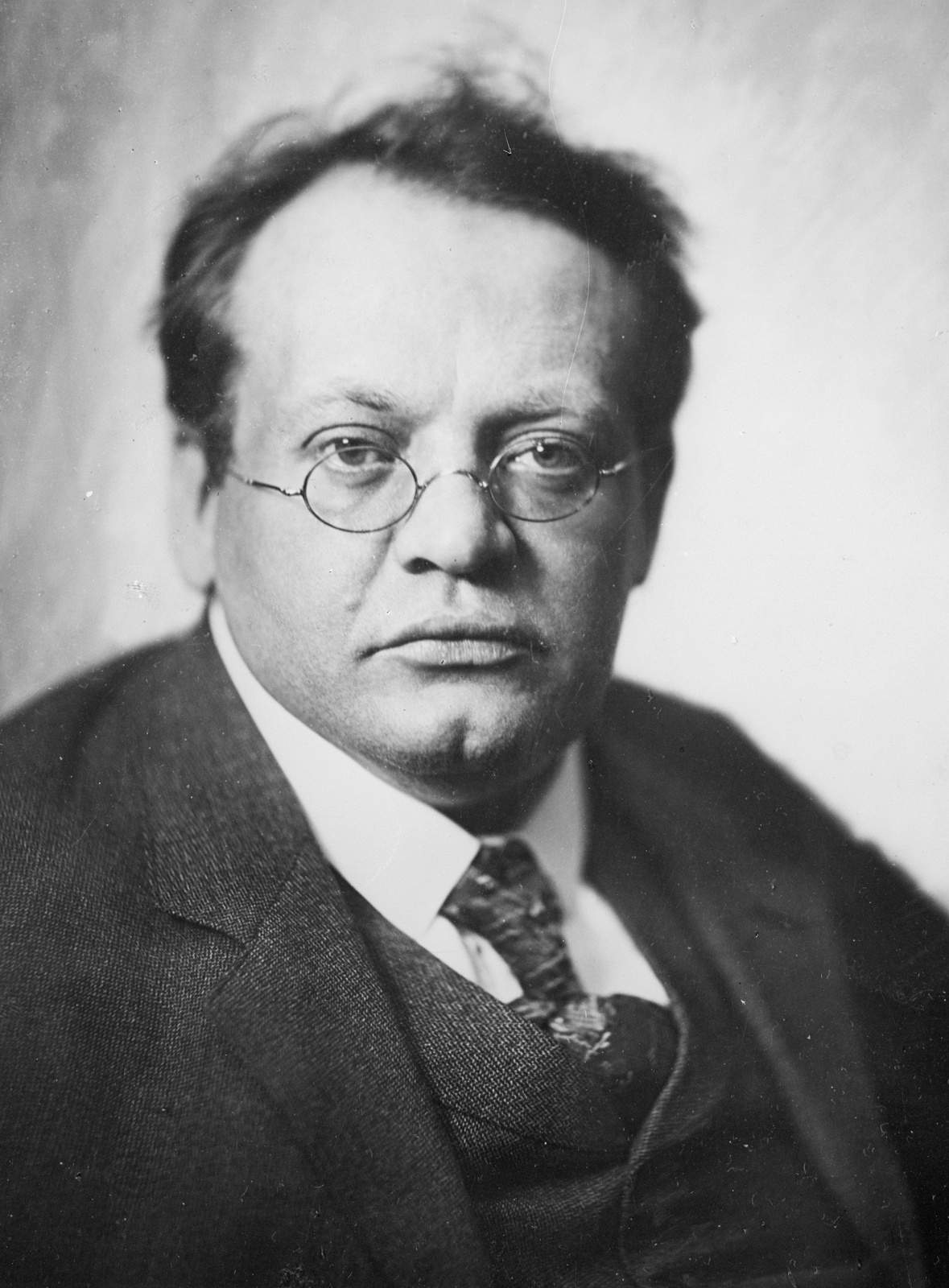
Max Reger

Les Geistliche Gesänge (Chants sacré), op. 110, sont trois motets composés par Max Reger entre 1909 et 1912.
- 1909 : n°.1, Mein Odem ist schwach (« Mon esprit est faible »)[2].
- 1910 : n°.2, Ach Herr, strafe mich nicht! (« Ô Seigneur, ne me punis pas ») [3].
- 1912 : n°.3, O Tod, wie bitter bist du (« Ô mort, comme tu es amère ») [4],[5].

## Mein Odem ist schwach
Reger compose le premier motet pour un chœur à huit parties (SSAATTBB) à Meiningen en juillet 1909. Il le dédicace à Dem Thomanerchor und seinem Dirigenten Gustav Schreck (au Chœur de l'église Saint-Thomas de Leipzig et à son chef Gustav Schreck). Le texte est extrait du Livre de Job. La partition et les parties sont imprimées en septembre de cette année par Bote & Bock à Berlin, dont une traduction en anglais par Bertram Shapleigh. Le motet est exécuté pour la première fois le 13 novembre 1909 par le Thomanerchor, sous la direction de Kurt Kranz.

## Ach, Herr, strafe mich nicht
Reger compose le deuxième motet pour un chœur à huit parties (SSAATTBB) à Leipzig et Tegernsee en juillet et août 1911. La dédicace est Der Musikalischen Gesellschaft in Dortmund und ihrem Dirigenten Carl Holtschneider (À l'Association musicale à Dortmund et à son dirigeant Carl Holtschneider). Le texte est extrait du Livre des Psaumes. La partition et les parties sont imprimées en octobre de cette année par Bote & Bock. Le motet est donné pour la première fois le 13 décembre 1913 à Aix-la-Chapelle par le Städtischer Gesangverein (Association municipale de chant), conduite par Fritz Busch.

## O Tod, wie bitter bist du
Reger compose le troisième motet pour un chœur (SSATB) en cinq parties à Leipzig en juillet 1912. Le texte provient de l'Ecclésiaste (Jesus Sirach). Reger dédicace l’œuvre à Lili Wach. La partition et les parties sont imprimées en octobre de cette année par Bote & Bock à Berlin, avec une traduction anonyme en anglais. Le motet est joué pour la première fois le 10 novembre 1912 par le chœur de l'église de St. Lukas à Chemnitz, dirigé par Georg Stolz.